# Соловьёв, Леонид Константинович
Леонид Константинович Соловьёв (9 [22] марта 1917, Серпухов, Московская губерния — 22 ноября 2004) — советский футболист, тренер.

## Биография
Воспитанник детской команды фабрики имени В. П. Ногина (Серпухов) — 1930—1932. Затем играл за мужские команды «Красное знамя» (Серпухов) — 1933—1938. До московского «Динамо» выступал за команды «Динамо» (Минск) — 1939—1941, «Динамо-2» (Москва) — 1942—1943. В составе московского «Динамо» дебютировал в чемпионате страны 20 мая 1945 года в матче со столичным «Спартаком» (1-1).
Соловьёв был специалистом по нейтрализации сильнейших форвардов соперников.
В 1954 году окончил школу тренеров при ГЦОЛИФКе. Работал тренером команды — 1953 (с сентября) — 1954 (по июнь).
Затем работал тренером детских и юношеских команд динамовского клуба, позже — групп подготовки при команде мастеров и специализированной детско-юношеской школы олимпийского резерва «Динамо» (Москва).
Тренируемые им команды не раз становились чемпионами и призёрами чемпионатов Москвы. Среди его воспитанников — В. Долбоносов, Е. Жуков, В. Балясников, В. Янкин, которые затем играли в командах мастеров.

## Достижения
- Заслуженный мастер спорта (1945 год).
- Заслуженный тренер РСФСР (1967 год).
- Чемпион СССР 1945 и 1949 годов.
- Финалист Кубка СССР 1945 и 1949 годов.
- В списке 33 лучших футболистов страны один раз: № 2 — 1948 год (среди центральных защитников).
- В 1947—1950 и 1953 годах был капитаном команды (в 82 матчах).